# Teočin
Teočin (cyr. Теочин) – wieś w Serbii, w okręgu morawickim, w gminie Gornji Milanovac. W 2011 roku liczyła 566 mieszkańców.